# Vernon (Eure)
Vernon – miejscowość i gmina we Francji, w regionie Normandia, w departamencie Eure. Przez miejscowość przepływa Sekwana.
Według danych na rok 1999 gminę zamieszkiwało 24 056 osób, a gęstość zaludnienia wynosiła 687 osób/km² (wśród 1421 gmin Górnej Normandii Vernon plasuje się na 8. miejscu pod względem liczby ludności, natomiast pod względem powierzchni na miejscu 8.).

## Współpraca
- Massa, Włochy
- Bad Kissingen, Niemcy

## Galeria

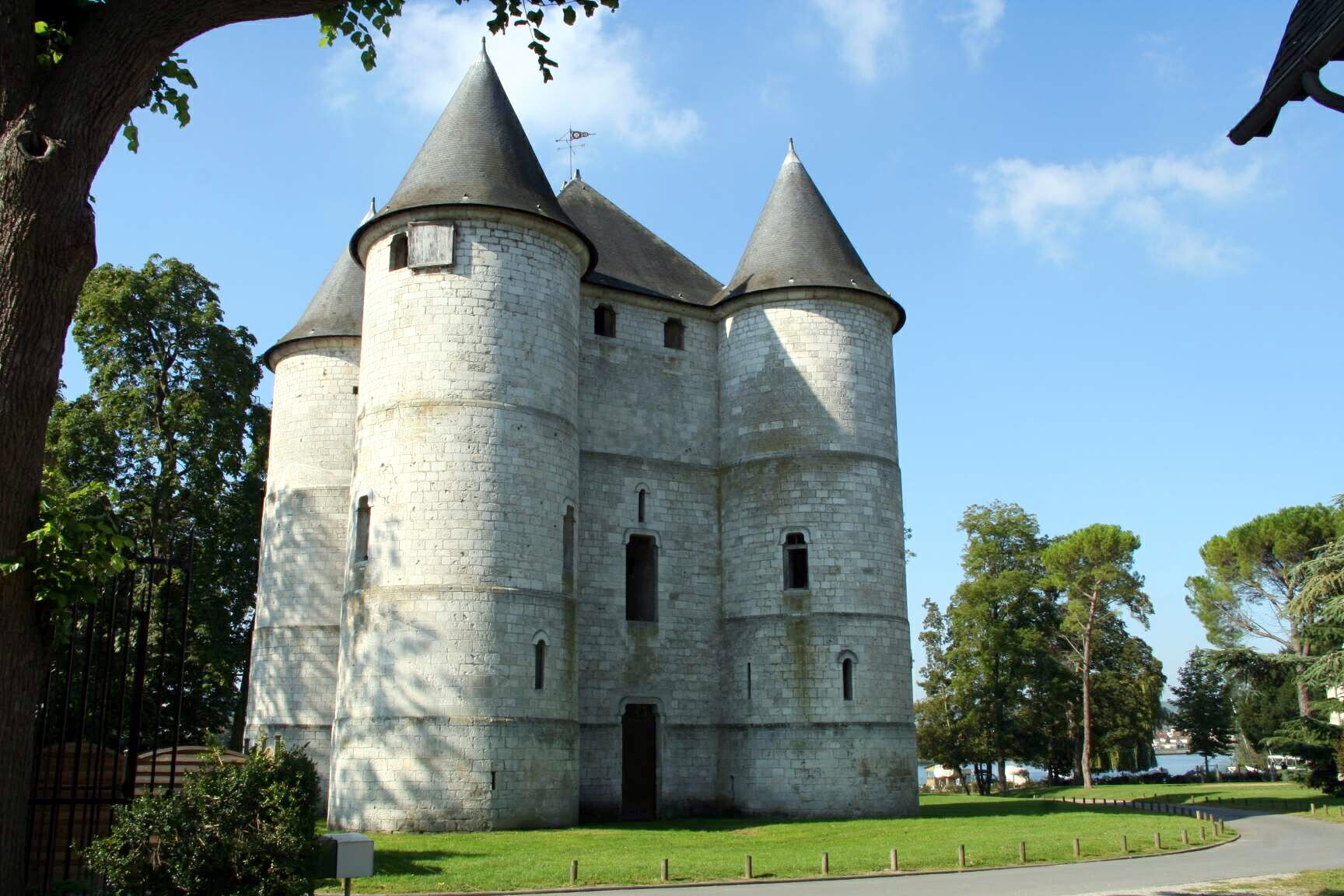
Château des Tourelles
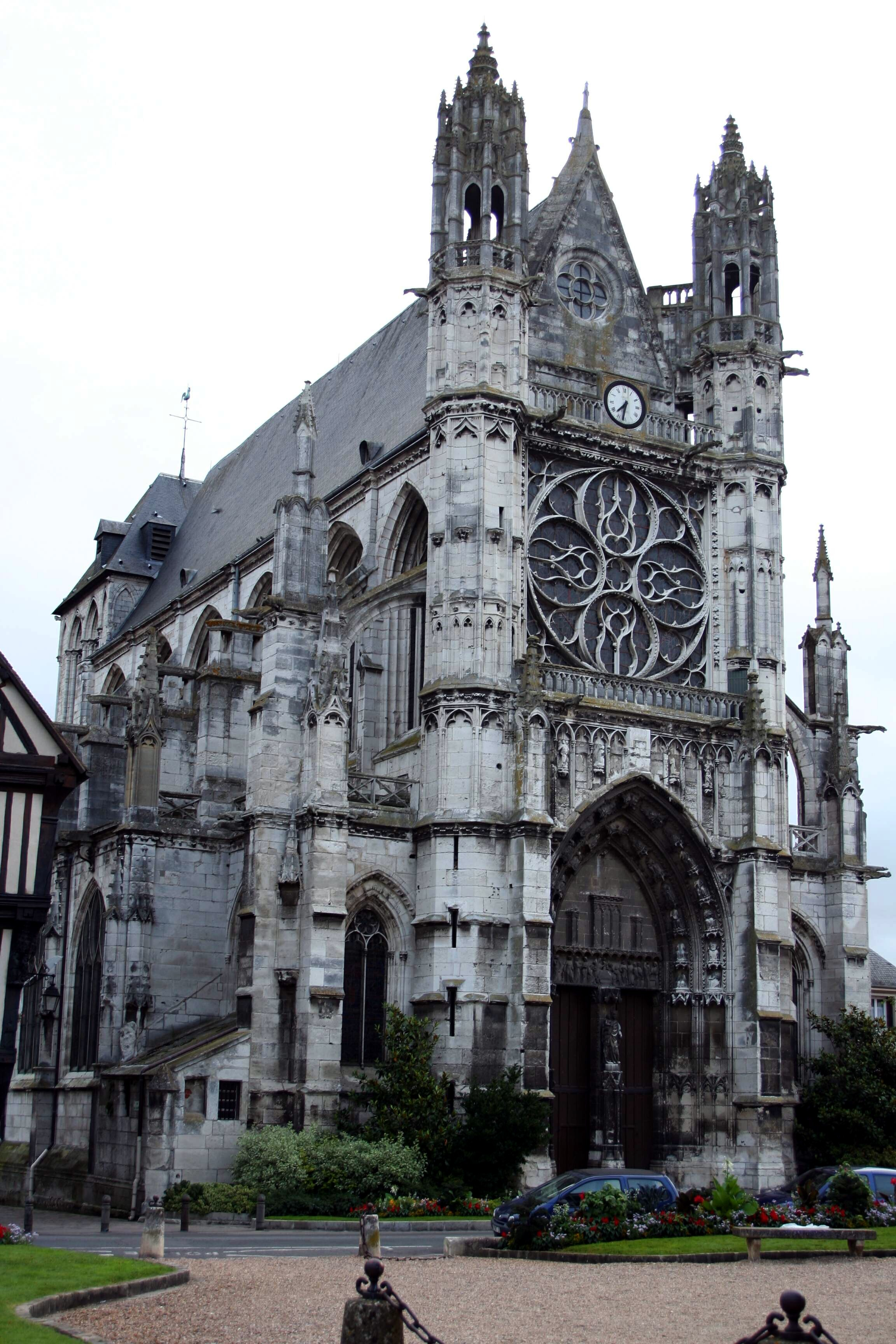
Collégiale Notre-Dame
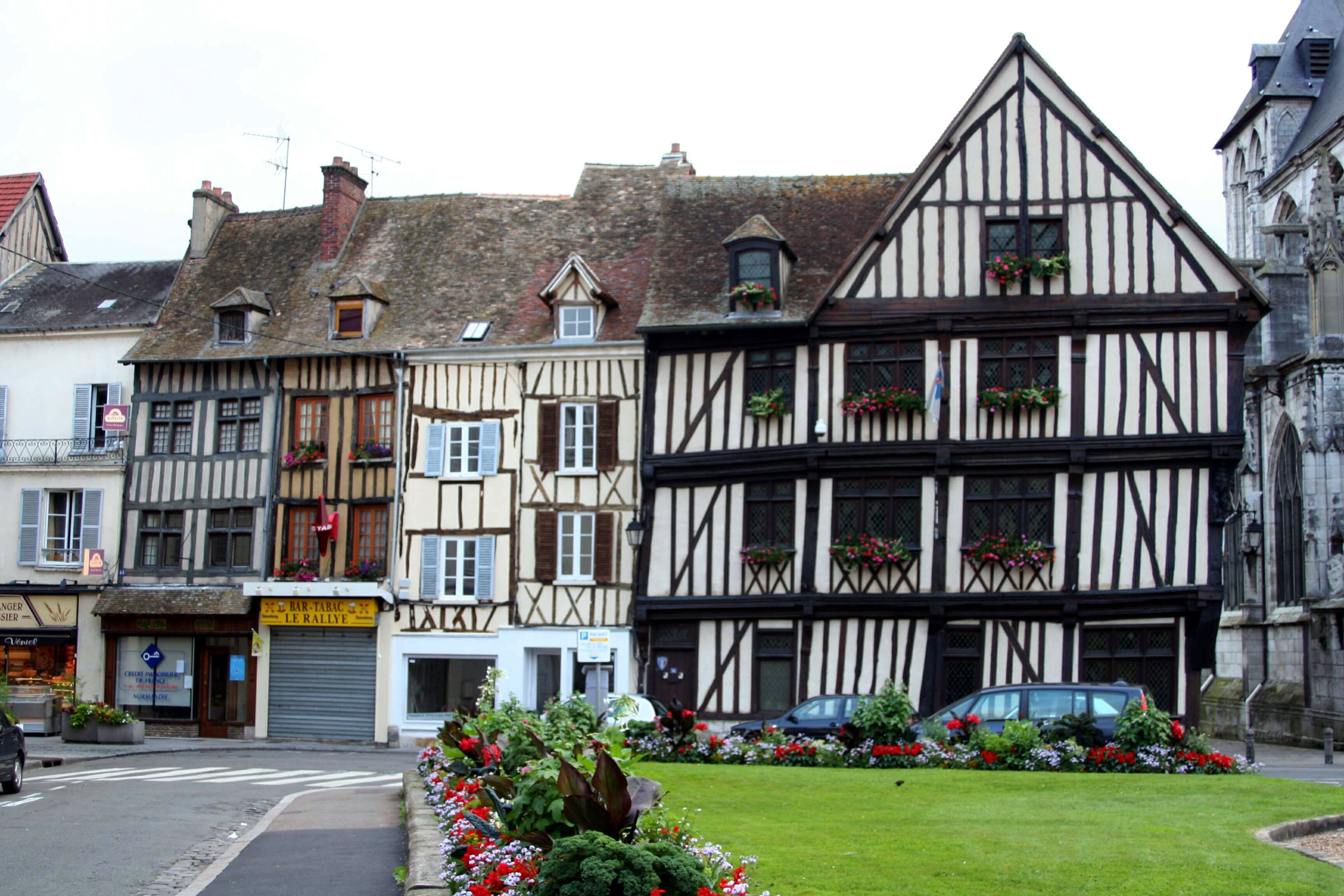
Place Barette
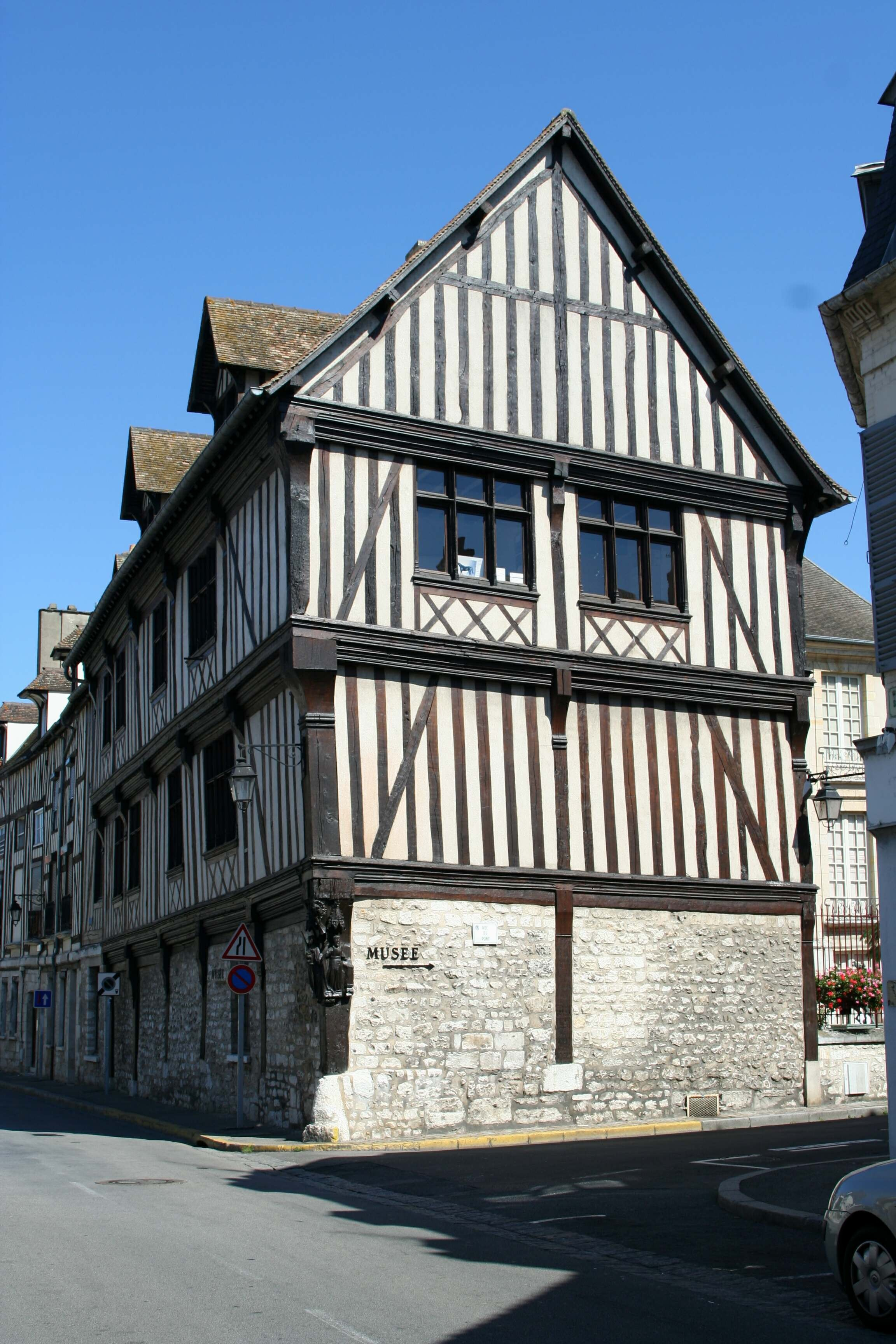
Musée Alphonse Georges Poulain